# Llista de topònims d'Illa
Llista de topònims (noms propis de lloc) d'Illa (Rosselló).
Informació actualitzada per un bot. Els canvis manuals es perdran quan s'actualitzi!

## edifici
| imatge | Nom                                            | Ubicat a | instància de | Detalls                      | coordenades                                                                            | Protecció | Commons (més fotos) | Dades a WD                    |
| ------ | ---------------------------------------------- | -------- | ------------ | ---------------------------- | -------------------------------------------------------------------------------------- | --------- | ------------------- | ----------------------------- |
|        | Castell de Casesnoves                          | Illa     | edifici      |                              | 42° 35′ 46″ N, 2° 37′ 11″ E / 42.59616667°N,2.61986111°E 156.7 msnm                    |           |                     | Modifica les dades a Wikidata |
|        | Recinte fortificat de Reglella                 | Illa     | edifici      | Estil: arquitectura romànica | 42° 37′ 48″ N, 2° 41′ 25″ E / 42.630057°N,2.690289°E 134.4 msnm                        |           |                     | Modifica les dades a Wikidata |
|        | Sant Galdric d'Illa                            | Illa     | edifici      |                              | 42° 40′ 19″ N, 2° 37′ 14″ E / 42.67202778°N,2.62044444°E Catalunya del Nord 144.5 msnm |           |                     | Modifica les dades a Wikidata |
|        | Santa Maria dels Frares de la Champagne d'Illa | Illa     | edifici      |                              | 42° 40′ 23″ N, 2° 37′ 17″ E / 42.67291667°N,2.62127778°E Catalunya del Nord 143.1 msnm |           |                     | Modifica les dades a Wikidata |
|        | Torre de l'Alexis                              | Illa     | edifici      |                              | 42° 40′ 22″ N, 2° 37′ 11″ E / 42.672667°N,2.619861°E 143.1 msnm                        |           |                     | Modifica les dades a Wikidata |
|        | Vila fortificada d'Illa                        | Illa     | edifici      |                              | 42° 40′ 18″ N, 2° 37′ 15″ E / 42.671616°N,2.620744°E 148 msnm                          |           |                     | Modifica les dades a Wikidata |

## església
| imatge | Nom                               | Ubicat a | instància de          | Detalls                                                                                   | coordenades                                                                         | Protecció                     | Commons (més fotos)                              | Dades a WD                    |
| ------ | --------------------------------- | -------- | --------------------- | ----------------------------------------------------------------------------------------- | ----------------------------------------------------------------------------------- | ----------------------------- | ------------------------------------------------ | ----------------------------- |
|        | Mare de Déu del Carme d'Illa      | Illa     | església              |                                                                                           | 42° 40′ 20″ N, 2° 37′ 14″ E / 42.67211°N,2.62049°E fr:rue des Carmes 145.1 msnm     | monument històric catalogat   | Église des Carmes d'Ille-sur-Têt                 | Modifica les dades a Wikidata |
|        | Sant Climent de Reglella          | Illa     | església Ús: església | Estil: arquitectura romànica Estat: ruïnós Anomenat per: Climent I                        | 42° 41′ 25″ N, 2° 37′ 48″ E / 42.6904°N,2.62992°E 136.7 msnm                        | monument històric inventariat | Monastère Saint-Clément de Reglella              | Modifica les dades a Wikidata |
|        | Sant Esteve del Pedreguet         | Illa     | església              | Dedicat a: Esteve màrtir                                                                  | 42° 40′ 20″ N, 2° 37′ 10″ E / 42.6721°N,2.6194°E 143.9 msnm                         | monument històric catalogat   | Église Saint-Étienne d'Ille-sur-Têt              | Modifica les dades a Wikidata |
|        | Sant Jaume de l'Hospital          | Illa     | església              |                                                                                           | 42° 40′ 22″ N, 2° 37′ 16″ E / 42.6729°N,2.6212°E 143.5 msnm                         |                               | Église de l'hospice Saint-Jacques d'Ille-sur-Têt | Modifica les dades a Wikidata |
|        | Sant Maurici de Greulera          | Illa     | església eremitori    | Estil: arquitectura romànica Anomenat per: Maurici d'Agaunum Dedicat a: Maurici d'Agaunum | 42° 38′ 53″ N, 2° 38′ 59″ E / 42.647982°N,2.649813°E 293.6 msnm                     | monument històric inventariat | Chapelle Saint-Maurice (Ille-sur-Têt)            | Modifica les dades a Wikidata |
|        | Santa Creu d'Illa                 | Illa     | església              |                                                                                           | 42° 40′ 18″ N, 2° 37′ 10″ E / 42.67152778°N,2.61933333°E 146.4 msnm                 |                               | Ancienne église Sainte-Croix d'Ille-sur-Têt      | Modifica les dades a Wikidata |
|        | Santa Maria del Remei d'Illa      | Illa     | església              |                                                                                           | 42° 39′ 45″ N, 2° 36′ 03″ E / 42.66258333°N,2.60091667°E 160.3 msnm                 |                               | Ancienne église Sainte-Marie d'Ille-sur-Têt      | Modifica les dades a Wikidata |
|        | Santa Maria la Rodona             | Illa     | església Ús: església | Estil: arquitectura romànica Dedicat a: Verge Maria                                       | 42° 40′ 23″ N, 2° 37′ 17″ E / 42.6731°N,2.6214°E fr:impasse de la Rodone 144.5 msnm | monument històric catalogat   | Église de la Rodona                              | Modifica les dades a Wikidata |
|        | Sants Just i Pastor de Casesnoves | Illa     | església Ús: església | Estil: arquitectura romànica                                                              | 42° 40′ 06″ N, 2° 35′ 46″ E / 42.6684°N,2.59622°E 158 msnm                          | monument històric inventariat | Église Saint-Sauveur de Casesnoves               | Modifica les dades a Wikidata |

## làpida funerària
| imatge | Nom                                         | Ubicat a | instància de     | Detalls | coordenades                   | Protecció                   | Commons (més fotos) | Dades a WD                    |
| ------ | ------------------------------------------- | -------- | ---------------- | ------- | ----------------------------- | --------------------------- | ------------------- | ----------------------------- |
|        | làpida d'Arnau Casal                        | Illa     | làpida funerària |         | Recinte fortificat de Forques | monument històric catalogat |                     | Modifica les dades a Wikidata |
|        | làpida de Beatriu, vescomtessa de Fenollet  | Illa     | làpida funerària |         | Hospital d'Illa               | monument històric catalogat |                     | Modifica les dades a Wikidata |
|        | làpida de la fundadora de la capella d'illa | Illa     | làpida funerària |         | Hospital d'Illa               | monument històric catalogat |                     | Modifica les dades a Wikidata |

## muntanya
| imatge | Nom           | Ubicat a                   | instància de | Detalls | coordenades                                                                  | Protecció | Commons (més fotos) | Dades a WD                    |
| ------ | ------------- | -------------------------- | ------------ | ------- | ---------------------------------------------------------------------------- | --------- | ------------------- | ----------------------------- |
|        | La Calcina    | Illa Sant Miquel de Llotes | muntanya     |         | 42° 38′ 38″ N, 2° 38′ 35″ E / 42.644°N,2.642944°E 468.1 msnm                 |           |                     | Modifica les dades a Wikidata |
|        | Piló d'en Gil | Illa Montalbà del Castell  | muntanya     |         | 42° 41′ 54″ N, 2° 35′ 54″ E / 42.698278°N,2.598222°E 411.2 msnm              |           |                     | Modifica les dades a Wikidata |
|        | Puig Pedrós   | Illa                       | muntanya     |         | 42° 40′ 33″ N, 2° 35′ 48″ E / 42.675833333333°N,2.5967777777778°E 300.2 msnm |           |                     | Modifica les dades a Wikidata |
|        | Puig Sinell   | Illa                       | muntanya     |         | 42° 40′ 21″ N, 2° 35′ 32″ E / 42.672416666667°N,2.5923611111111°E 296 msnm   |           |                     | Modifica les dades a Wikidata |

## riu
| imatge | Nom                     | Ubicat a                                      | instància de | Detalls                                                   | coordenades | Protecció | Commons (més fotos) | Dades a WD                    |
| ------ | ----------------------- | --------------------------------------------- | ------------ | --------------------------------------------------------- | --- | --------- | ------------------- | ----------------------------- |
|        | Bulès                   | Rosselló                                      | riu          | Desemboca: Tet Llarg: 34.67km                             | 42° 30′ 35″ N, 2° 34′ 35″ E / 42.50975°N,2.57631°E 42° 41′ 36″ N, 2° 42′ 44″ E / 42.6934°N,2.71234°E 1308.7 88 msnm |           | Boulès              | Modifica les dades a Wikidata |
|        | Ribera de la Craberissa | Trevillac Illa Montalbà del Castell Bellestar | riu          | Desemboca: Tet Llarg: 15.8km                              | 42° 41′ 39″ N, 2° 38′ 28″ E / 42.694041°N,2.641082°E 42° 42′ 19″ N, 2° 32′ 26″ E / 42.705353°N,2.540588°E           |           |                     | Modifica les dades a Wikidata |
|        | Tet                     | Pirineus Orientals                            | riu          | Desemboca: mar Mediterrània Llarg: 115.8km Conca: 1369km² | 42° 42′ 48″ N, 3° 02′ 23″ E / 42.713333333333°N,3.0397222222222°E                                                   |           | Têt                 | Modifica les dades a Wikidata |

## Misc
| imatge | Nom                                   | Ubicat a               | instància de                          | Detalls                                   | coordenades                                                                                                 | Protecció                     | Commons (més fotos)               | Dades a WD                    |
| ------ | ------------------------------------- | ---------------------- | ------------------------------------- | ----------------------------------------- | --- | ----------------------------- | --------------------------------- | ----------------------------- |
|        | Casa al carrer dels Enamorats         | Illa                   | casa                                  |                                           | 42° 40′ 16″ N, 2° 37′ 08″ E / 42.6712°N,2.6188°E fr:4, rue des Enamourats                                   | monument històric inventariat | Maison, 4 rue des Enamourats      | Modifica les dades a Wikidata |
|        | Casesnoves                            | Illa                   | despoblat                             |                                           | 42° 40′ 06″ N, 2° 35′ 47″ E / 42.66841361111111°N,2.596394166666667°E 297.3 msnm                            |                               |                                   | Modifica les dades a Wikidata |
|        | Estació d'Illa                        | Illa                   | estació de ferrocarril                |                                           | 42° 40′ 06″ N, 2° 37′ 28″ E / 42.668301°N,2.624401°E 151 msnm                                               |                               | Gare d'Ille-sur-Têt               | Modifica les dades a Wikidata |
|        | Graulera                              | Illa                   | poble                                 |                                           | 42° 38′ 53″ N, 2° 38′ 59″ E / 42.647944444444°N,2.6496111111111°E 297.3 msnm                                |                               |                                   | Modifica les dades a Wikidata |
|        | Hotel d'Ardena                        | Illa                   | hôtel particulier                     |                                           | 42° 40′ 14″ N, 2° 37′ 10″ E / 42.6705°N,2.6194°E fr:14, rue du Jeu-de-Paume                                 | monument històric inventariat | Hôtel d'Ardena                    | Modifica les dades a Wikidata |
|        | Pont d'en Labau                       | Bulaternera Illa Rodès | aqüeducte pont                        | Travessa: Tet Hi passa: Rec Reial de Tuïr | 42° 39′ 40″ N, 2° 34′ 10″ E / 42.661°N,2.56934°E                                                            | monument històric inventariat | Pont aqueduc d'en Labau           | Modifica les dades a Wikidata |
|        | capella de la Mare de Déu de Greulera | Illa                   | capella                               |                                           | 42° 38′ 53″ N, 2° 38′ 58″ E / 42.648043°N,2.649539°E Sant Maurici de Greulera                               |                               |                                   | Modifica les dades a Wikidata |
|        | casa de la vila d'Illa                | Illa                   | instal·lació Ús: seu del govern local |                                           | 42° 40′ 20″ N, 2° 37′ 20″ E / 42.6720978996903°N,2.62235903014339°E fr:107 B AV PASTEUR, 66130 ILLE-SUR-TET |                               | Town hall of Ille-sur-Têt         | Modifica les dades a Wikidata |
|        | creu del cementiri d'Illa             | Illa                   | creu de cementiri                     |                                           | 42° 40′ 20″ N, 2° 37′ 11″ E / 42.6722°N,2.6197°E                                                            | monument històric catalogat   | Croix de cimetière d'Ille-sur-Têt | Modifica les dades a Wikidata |
|        | estació meteorològica d'Illa          | Illa                   | estació meteorològica                 |                                           | 42° 39′ 35″ N, 2° 36′ 51″ E / 42.659833°N,2.614167°E 158 msnm                                               |                               |                                   | Modifica les dades a Wikidata |
|        | les Orgues                            | Illa                   | xemeneia de fades formació geològica  |                                           | 42° 41′ 15″ N, 2° 37′ 34″ E / 42.6876°N,2.6262°E 185.3 msnm                                                 |                               | Les Orgues d’Ille-sur-Têt         | Modifica les dades a Wikidata |